# Typhloeucytherura
Typhloeucytherura is een geslacht van uitgestorven kreeftachtigen uit de klasse van de Ostracoda (mosselkreeftjes).

## Soorten
- Typhloeucytherura hirsuta (Ciampo, 1980) Ciampo, 1986 †
- Typhloeucytherura hystrix Ciampo, 1986 †